# Trichobranchus americanus
Trichobranchus americanus är en ringmaskart som beskrevs av Hartman 1965. Trichobranchus americanus ingår i släktet Trichobranchus och familjen Trichobranchidae. Inga underarter finns listade i Catalogue of Life.